# Chrystalla Georghadji
Chrystalla Georghadji (Famagusta, Chipre, 13 de julio de 1956) es la gobernadora del Banco Central de Chipre desde el 11 de abril de 2011. Es la única gobernadora mujer en la Unión Europea.

## Carrera
Se graduó en Economía en la Universidad de Atenas, Grecia en el año 1978. Hizo un postgrado en Economía y Econometría en la Universidad de Southampton.
Fue Auditor General de la República de 1998 a 2014, una posición independiente que supervisa el gasto público. El 11 de abril de 2014 fue nombrada gobernador del Banco Central de Chipre.